# Doc.ua
Doc.ua — безкоштовний інтернет-сервіс в Україні з пошуку лікарів і запису на прийом. Спеціалізується на наданні інформації щодо медичних фахівців, медичних установ. Допомагає пацієнтам у підборі лікарів, клінік і записі на прийом.

## Бізнес-модель
Проект заробляє на комісії від клініки за пацієнта, який записався через сервіс та здійснив візит до лікаря. Для пацієнтів сервіс є безкоштовним. Запис на прийом можливий через онлайн-форму на сайті або телефоном. Рейтинг лікаря формується залежно від освіти, кваліфікації, наукового ступеня, стажу роботи та відгуків. Якщо відгуки про лікаря позитивні, то рейтинг зростає, якщо негативні — падає.
На сайті представлені лікарі та медичні установи Києва, Харкова, Одеси, Дніпра, Львова та Миколаєва. Сайт також має сервіс, що займається організацією лікування в Ізраїлі, Німеччині, Угорщині, Туреччині.

## Розвиток
- Стартап був запущений в березні 2014 року в Києві. Інвестором став бізнес-інкубатор, що належить Степану Черновецькому, сину Леоніда Черновецького[4]
- Серпень 2014 року — відкрито представництво у Харкові[5][6]
- Жовтень 2014 року — відкрито представництво у Дніпрі[7][8]
- Листопад 2014 року — відкрито представництво в Одесі[9]
- Грудень 2014 року — відкрито представництво у Львові[10]
- Лютий 2015 року — відкрито міжнародне представництво world.doc.ua[11]
- Квітень 2015 року — відкрито представництво у Миколаєві[12]
- Листопад 2018 року — відкрито напрямок по ветеринарії
- Травень 2019 року — сайт продали групі компаній «Ефективні інвестиції». На чолі ради директорів — Ліскі Ігор Іванович[13]
- Лютий 2020 року — відкрито напрямок з пошуку медичних препаратів в аптеках міст
- Лютий 2020 року — реліз додатка для лікаря в Google Play і App Store
- Березень 2020 року — реалізація послуги онлайн консультації з лікарем 24\7
- Квітень 2020 року — підписання меморандуму про співпрацю з Черкаською ОДА з медичним сервісом «Doc.ua» задля протидії COVID-19[14]
- Квітень 2020 року — відкрито міжнародне представництво doc.online в країнах: Узбекистан[15], Казахстан і Молдова.
- Липень 2020 року — запуск мобільного додатку[16]